# 悪性水腫
悪性水腫（あくせいすいしゅ、malignent edema）とはClostridium septicumなどのクロストリジウム属菌の感染を原因とする牛、羊、馬、豚などの感染症。
ヒトのガス壊疽に相当するものであり、人獣共通感染症の一つ。原因菌は土壌や動物の腸内に存在し、経皮感染、経口感染を起こす。皮下および皮膚に浮腫を起こし、全身症状として発熱、元気消失、呼吸困難、チアノーゼを示し、発症後1〜3日で死亡する。過酸化水素水による十分な洗浄と抗生物質やサルファ剤の投与は有効であるが、症状の進行が早いため、手遅れとなることが多く、治療は困難である。
予防には牛クロストリジウム感染症混合トキソイド接種、外傷予防のための環境整備、抗菌剤の予防的投与が行われる。